# Belojarskij rajon (oblast' di Sverdlovsk)
Il Belojarskij rajon (in russo Белоярский район?) è un rajon (distretto) dell'oblast' di Sverdlovsk, in Russia. Istituito il 27 febbraio 1924, ricopre una superficie di 4901,23 km² e ospita una popolazione di 39 941 abitanti. 
Il rajon è suddiviso in 2 distretti urbani: GO Belojarskij (con il centro amministrativo nell'insediamento di tipo urbano di Belojarskij) e GO Verchnee Dubrovo (con il centro amministrativo nell'insediamento di tipo urbano di Verchnee Dubrovo); e 11 insediamenti rurali. L'insediamento di Belojarskij è anche il centro amministrativo del rajon.